# Thomas Charles Farrer
Pour les articles homonymes, voir Farrer.
Thomas Charles Farrer, né le 16 décembre 1838 à Londres et mort le 16 juin 1891 dans la même ville, est un peintre et graveur britannique et américain, connu comme peintre paysagiste et associé au mouvement du préraphaélisme.

## Biographie
Thomas Charles Farrer naît à Londres le 16 décembre 1838. Il suit notamment les cours du Working Men's College auprès des peintres Dante Gabriel Rossetti et John Ruskin.
En 1858, il part pour les États-Unis et s'installe à New York. Initié au mouvement du préraphaélisme par ces anciens professeurs, il le développe alors aux États-Unis. Il peint des paysages et des natures mortes, travaille comme professeur à la Cooper Union, ayant notamment comme élève le peintre Francis Lathrop (en), et devient membre de l'American Watercolor Society. Il réalise également durant cette période des copies de tableaux du peintre Joseph Mallord William Turner.
En 1863, il participe à la fondation de l'Association for the Advancement of Truth in Art, qui édite la revue The New Path. En 1865, il séjourne durant l'été à Northampton dans l’État du Massachusetts et réalise durant ce séjour deux tableaux représentant le mont Tom et le mont Holyoke.
Durant la guerre de Sécession, il sert dans l'Union Army, puis rentre à Londres en 1869, où il poursuit sa carrière de peintre et travaille comme graveur.
Il meurt en 1891. Il a pour frère cadet Henry Farrer (1843-1903), formé lui aussi au Working Men's College, puis actif à New York dès 1863, où il travailla comme peintre et graveur, devenant notamment membre du New York Etching Club en 1877.

## Œuvres
Ces œuvres sont notamment visibles ou conservées au Smith College Museum of Art de Northampton, au Mount Holyoke College Art Museum (en) de South Hadley, au Metropolitan Museum of Art et à la Morgan Library and Museum de New York, à la National Gallery of Art et au Smithsonian American Art Museum de Washington, au musée des Beaux-Arts de Boston, au musée d'Art de l'université de Princeton, au Walters Art Museum de Baltimore, au musée Amon Carter de Fort Worth et au Fogg Art Museum de Cambridge.

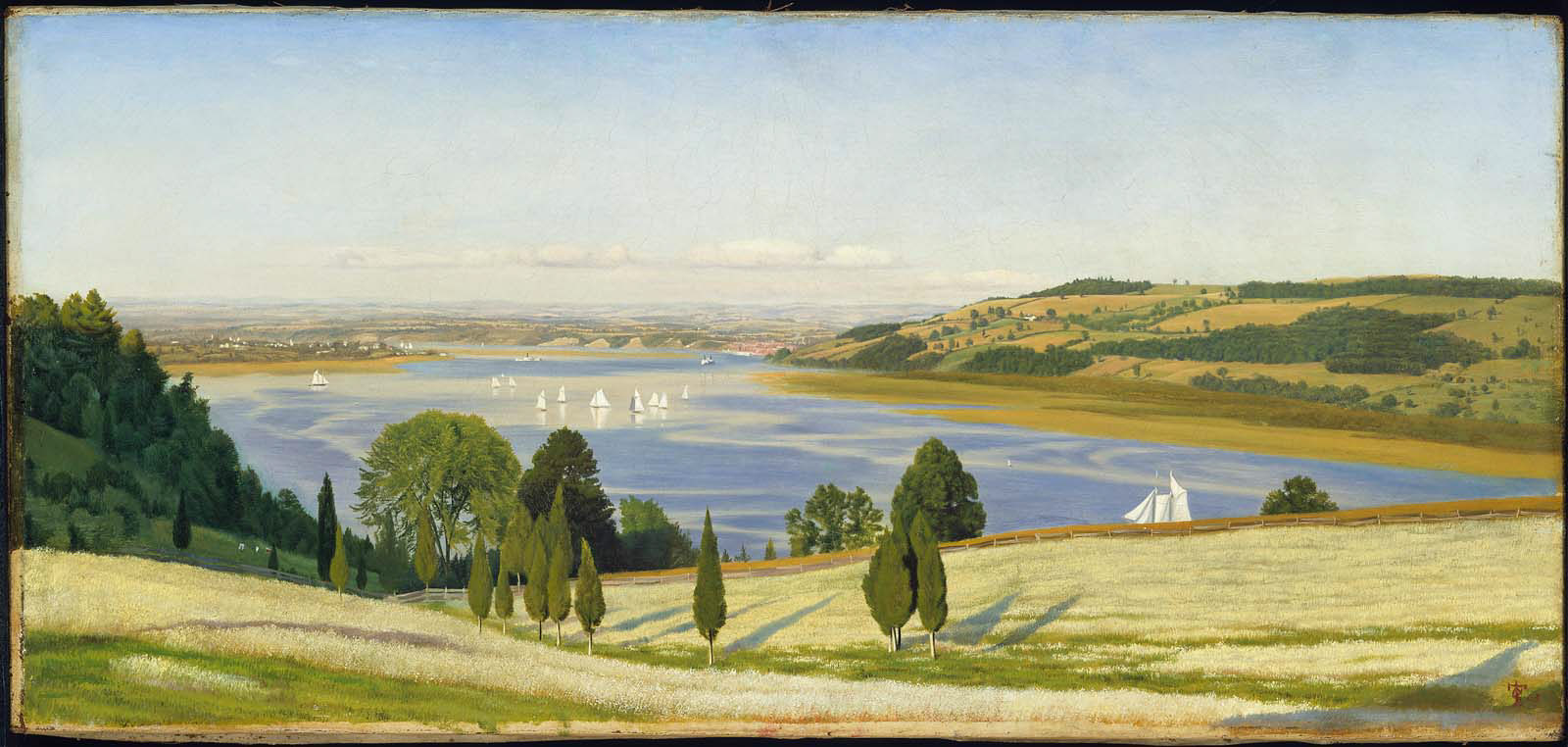
A Buckwheat Field on Thomas Cole's Farm, 1863, Musée des Beaux-Arts de Boston
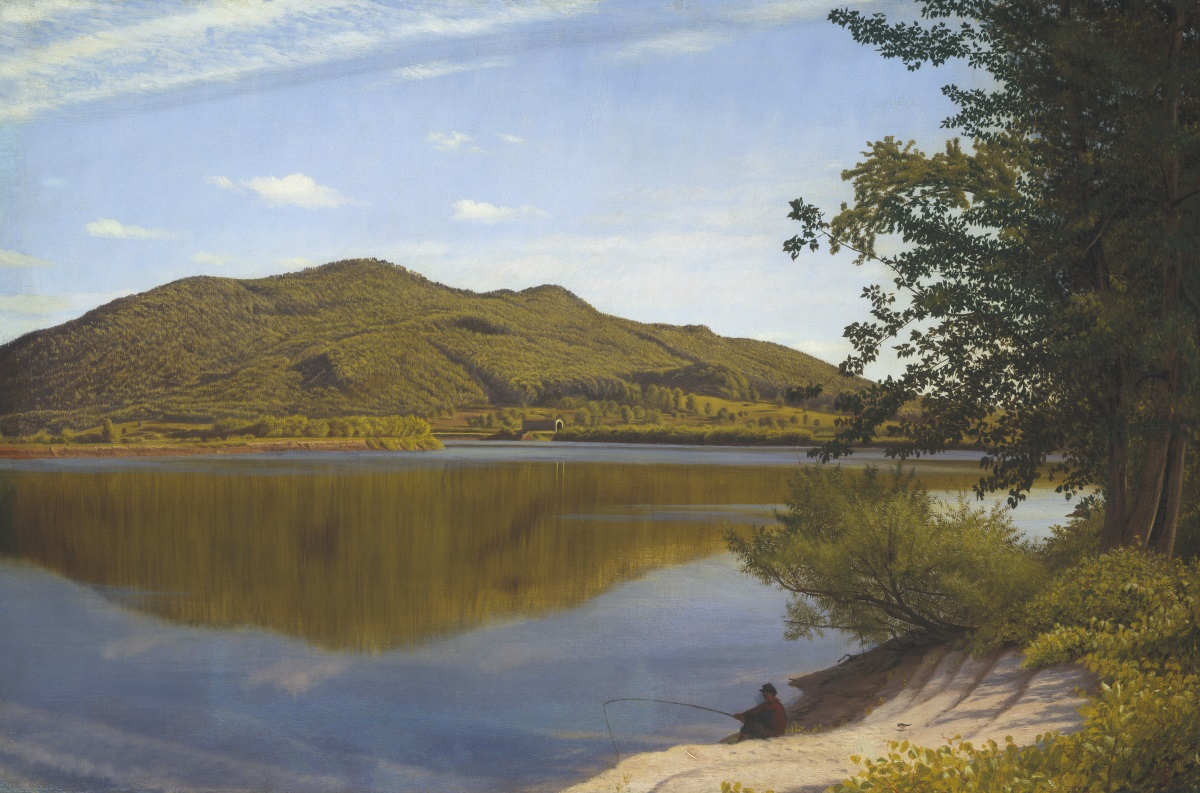
Mount Tom, 1865, National Gallery of Art
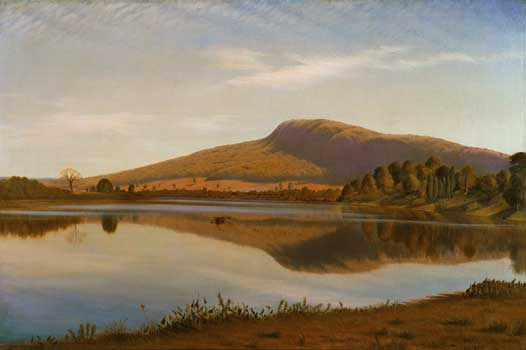
Mount Holyoke, 1865, Mount Holyoke College Art Museum (en)
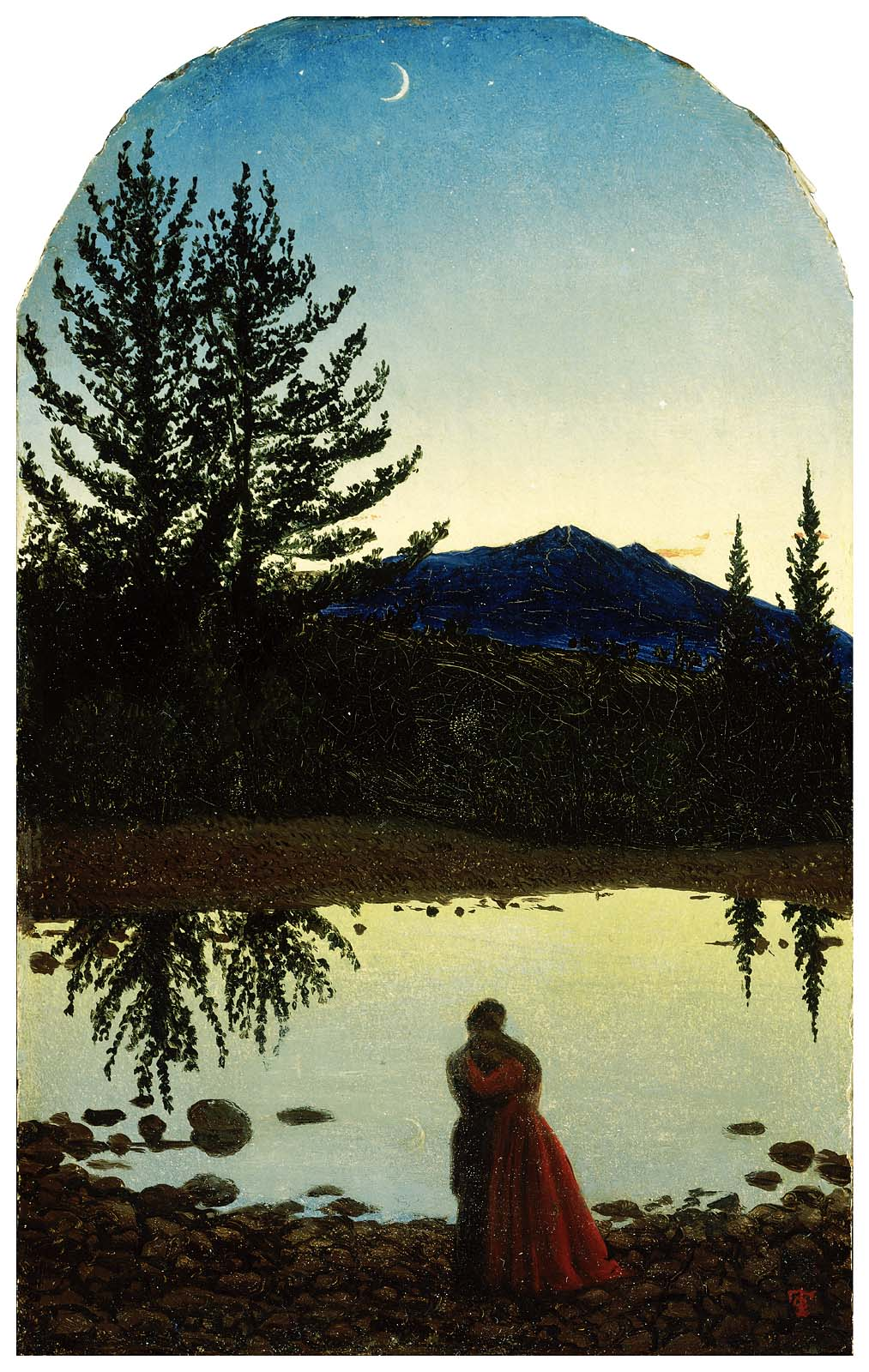
Twilight, sans date